# Thomas Peter McKeefry
Thomas Peter Kardinal McKeefry (* 3. Juli 1899 in Greymouth, Neuseeland; † 18. November 1973 in Wellington) war Erzbischof von Wellington.

## Leben
McKeefry erhielt seine theologische und philosophische Ausbildung in Mosgiel und Rom. Er empfing am 3. April 1926 die Priesterweihe und arbeitete anschließend als Gemeindeseelsorger und persönlicher Sekretär des Bischofs von Auckland. Bis 1947 fungierte er darüber hinaus als Journalist und Herausgeber der Diözesan-Zeitung. Während des Spanischen Bürgerkriegs arbeitete er als Sonderberichterstatter.
Papst Pius XII. ernannte ihn 1947 zum Titularerzbischof von Dercos und Koadjutorerzbischof für das Erzbistum Wellington. Die Bischofsweihe empfing Thomas Peter McKeefry durch den Erzbischof von Sydney, Norman Thomas Kardinal Gilroy; Mitkonsekratoren waren Thomas O’Shea, Erzbischof von Wellington, und James Michael Liston, Bischof von Auckland. Er wurde 1954 Erzbischof von Wellington und nahm in den Jahren 1962 bis 1965 am Zweiten Vatikanischen Konzil teil. Papst Paul VI. nahm ihn am 28. April 1969 als Kardinalpriester mit der Titelkirche Immacolata al Tiburtino in das Kardinalskollegium auf.
Thomas Peter McKeefry starb am 18. November 1973 in Wellington und wurde in der dortigen Kathedrale beigesetzt.